# 102 Mirjam
102 Mirjam (mednarodno ime 102 Miriam) je velik in temen asteroid tipa C v glavnem asteroidnem pasu.

## Odkritje
Asteroid je odkril 22. avgusta 1868 Christian Heinrich Friedrich Peters (1813 – 1890).. Poimenovan je po Mirjam, sestri Mojzesa iz Stare zaveze.

## Lastnosti
Asteroid Helena obkroži Sonce v 4,34 letih. Njegova tirnica ima izsrednost 0,251, nagnjena pa je za 5,176° proti ekliptiki. Njegov premer je 83,0 km, okrog svoje osi pa se zavrti v 15,789 urah .